# Zborul 5017 al Air Algérie
Zborul AH 5017 al Air Algérie (AH5017/DAH5017) potrivit unui oficial al companiei Air Algérie s-a prăbușit și a dispărut de pe radar când se afla deasupra deșertului Sahara. 
Aeronava efectua cursa Burkina Faso - Algeria, când avionul se afla deasupra Nigerului, aproape de capitala Niamey. Avionul fusese deviat de pe cursă din cauza unei furtuni puternice. 
Legătura a fost pierdută la o oră de la decolarea aeronavei din Ouagadougou. „Serviciile de navigație aeriană au pierdut contactul cu un avion al Air Algérie care se deplasa joi pe ruta Ouagadougou - Alger, la 50 de minute după decolare”, a anunțat compania publică algeriană.
La bordul aeronavei se aflau 110 pasageri din 16 țări și 6 membri ai echipajului spanioli, toți au murit.

## Victime
| Pasagerii la bord după naționalitate | Pasagerii la bord după naționalitate |
| Naționalitate                        | Număr                                |
| ------------------------------------ | ------------------------------------ |
| Franța                               | 54                                   |
| Burkina Faso                         | 28                                   |
| Liban                                | 19                                   |
| Spania                               | 6                                    |
| Canada                               | 5                                    |
| Algeria                              | 4                                    |
| Germania                             | 4                                    |
| Luxemburg                            | 2                                    |
| Belgia                               | 1                                    |
| Camerun                              | 1                                    |
| Egipt                                | 1                                    |
| Elveția                              | 1                                    |
| Mali                                 | 1                                    |
| Nigeria                              | 1                                    |
| Regatul Unit                         | 1                                    |
| Statele Unite                        | 1                                    |
| Necunoscut                           | 1                                    |
| Ucraina                              | 1                                    |
| Total                                | 116                                  |

## Legături externe
- Primele imagini de la locul prăbușirii avionului Air Algérie, 25 iulie 2014